# Bancos das Bahamas

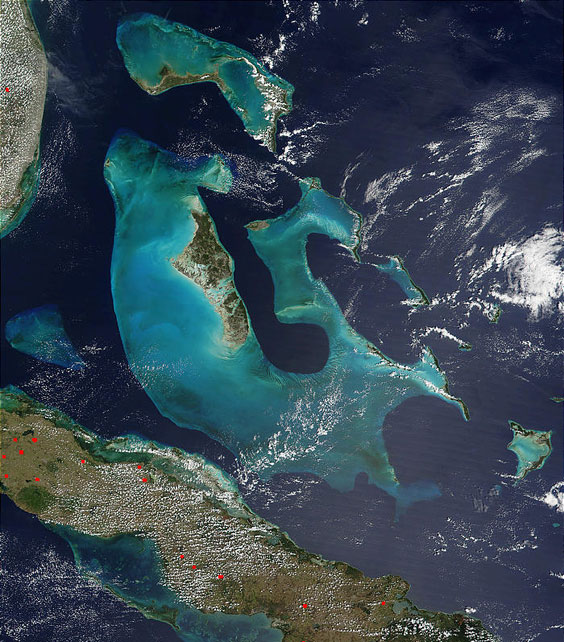
Os Bancos das Bahamas: a norte o Pequeno Banco das Bahamas, e a sul o Grande Banco das Bahamas. Também se pode ver o Banco Cay Sal. Imagem MODIS, NASA.

Os bancos das Bahamas (em inglês:  Bahama Banks) são plataformas carbonatadas submersas que formam o arquipélago das Bahamas. Em geral o termo é utilizado para referir ao Grande Banco das Bahamas nas proximidades da ilha Andros, ou o Pequeno Banco das Bahamas da ilha Grande Bahama e Grande Ábaco, que são as maiores plataformas, e o Cay Sal Bank a norte de Cuba. As ilhas destes bancos pertencem ao território das Bahamas. Outros bancos são os que formam as ilhas Turcas e Caicos, que são o banco Caicos das ilhas Caicos, o banco das Ilhas Turcas, e o Mouchoir Bank, totalmente submerso. Para sudeste há ainda o Silver Bank e o Navidad Bank a norte da República Dominicana.
O calcário que compõe os bancos tem vindo a acumular desde pelo menos o período Cretáceo, e talvez já no Jurássico; hoje a espessura total sob o Great Bahama Bank é de mais de 4,5 km. Como o calcário foi depositado em águas rasas, a única maneira de explicar essa coluna maciça é estimar que toda a plataforma tenha diminuído sob o seu próprio peso a uma taxa de aproximadamente 3,6 cm por cada 1000 anos.
As águas dos bancos das Bahamas são muito rasas. No Great Bahama Bank, geralmente não têm profundidade superior a 25 metros. As vertentes em redor, no entanto, como a borda da Língua do Oceano no Great Bahama Bank, são muito íngremes. Os bancos eram terra seca durante as eras glaciais passadas, quando o nível do mar era 120 metros mais baixo do que no presente; a área das Bahamas hoje representa apenas uma pequena fração da sua extensão pré-histórica. Quando foram expostos à atmosfera, a estrutura de calcário foi submetida a meteorização, que criou as cavernas e buracos comuns ao terreno cárstico, resultando em estruturas como buracos azuis.